# Distretto di Khai Bang Rachan
Il distretto di Khai Bang Rachan (in thailandese: ค่ายบางระจัน) è un distretto (amphoe) della Thailandia, situato nella provincia di Singburi.